# Aphrastochthonius pecki
Espèce
Aphrastochthonius pecki est une espèce de pseudoscorpions de la famille des Chthoniidae.

## Distribution
Cette espèce est endémique d'Alabama aux États-Unis. Elle se rencontre dans la grotte Crystal Caverns dans le comté de Jefferson.

## Description
La femelle holotype mesure 1,36 mm.

## Étymologie
Cette espèce est nommée en l'honneur de Stewart B. Peck.

## Publication originale
- Muchmore, 1968 : A new species of the pseudoscorpion genus, Aphrastochthonius (Arachnida, Chelonethida), from a cave in Alabama. Bulletin of the National Speleological Society, vol. 30, p. 17-18 (texte intégral).